# 207681 Caiqiao
207681 Caiqiao è un asteroide della fascia principale. Scoperto nel 2007, presenta un'orbita caratterizzata da un semiasse maggiore pari a 2,4365687 UA e da un'eccentricità di 0,2451091, inclinata di 8,32252° rispetto all'eclittica.